# Nueva Zelanda en la Copa Mundial de Fútbol de 2010
La selección de Nueva Zelanda fue uno de los 32 equipos participantes de la Copa Mundial de Fútbol de 2010, que se realizó en Sudáfrica entre el 11 de junio y 11 de julio de ese mismo año. Se clasificó al certamen luego de vencer a Baréin en el repechaje intercontinental, habiendo sido previamente ganador de las eliminatorias oceánicas. Significó la segunda clasificación al torneo mundialista, tras una ausencia de 28 años.
Los All Whites, tras el sorteo, fueron emparejados en el grupo F junto con Italia, Paraguay y Eslovaquia. El primer partido fue empate ante la selección eslovaca por 1:1, resultado que se repitió ante el elenco italiano. En el último encuentro contra el seleccionado paraguayo volvió a persistir la igualdad, esta vez por 0:0, lo que dejó a Nueva Zelanda eliminada de la competición. Aun así, los neozelandeses fueron los únicos en no perder ningún encuentro en todo el torneo.

## Clasificación
Las clasificación de OFC para el Mundial de 2010 fue la primera en no contar con Australia, cuya federación había abandonado la confederación oceánica en 2006 para unirse a la asiática. Nueva Zelanda fue el único seleccionado oceánico que no participó en la primera ronda. Esta constó del torneo de fútbol de los Juegos del Pacífico Sur 2007, realizados en Apia, Samoa. Los tres equipos medallistas del certamen, Nueva Caledonia, Fiyi y Vanuatu, avanzaron a la segunda fase, equivalente a la Copa de las Naciones de la OFC 2008, a la que los Kiwis ya estaban clasificados.
El primer partido de los neozelandeses fue el 17 de octubre de 2007, ante el seleccionado fiyiano, al cual vencieron por 2:0 con goles de Ivan Vicelich y Shane Smeltz. En noviembre de ese año el combinado jugó ambos partidos contra el elenco vanuatuense. En el primero comenzó perdiendo y logró dar vuelta el resultado recién en tiempo compensatorio sobre el final de la segunda mitad con un tanto de David Mulligan que selló el 2:1 definitivo. En el segundo, cuatro días después, el resultado fue un amplio 4:1 a favor de los All Whites. La eliminatoria de Oceanía se reanudó en septiembre de 2008, con las victorias de Nueva Zelanda ante su par de Nueva Caledonia, la primera por 3:1 y la segunda por un marcador de 3:0. Con los tres puntos obtenidos en el primer encuentro de los dos, el conjunto neozelandés se aseguró el primer puesto, el título en la Copa de las Naciones y la clasificación al repechaje frente al quinto mejor clasificado de Asia. El 19 de noviembre afrontó su sexto y último partido, con un equipo alternativo, frente a Fiyi. El resultado final fue de 2:0 para los fiyianos, en lo que fue la única derrota de Nueva Zelanda dentro de la clasificación oceánica.

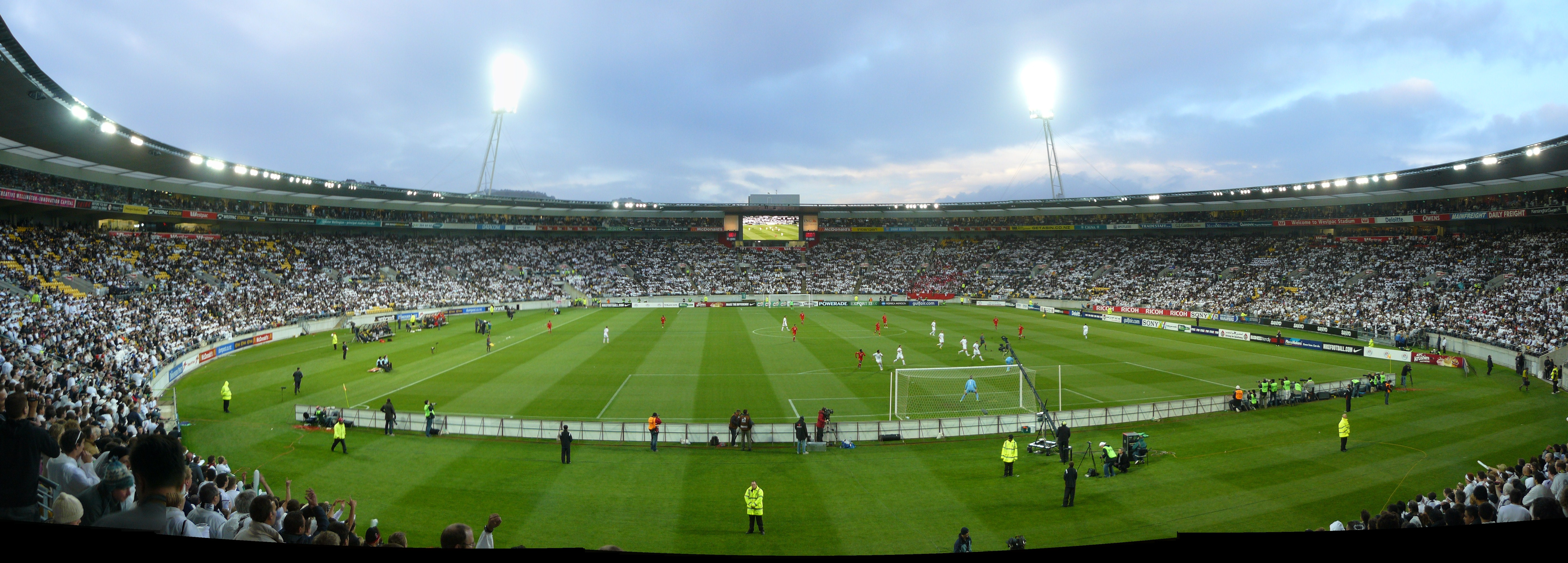
El Estadio Westpac durante el partido definitorio ante.

Finalmente, el rival a enfrentar en el partido decisivo fue Baréin, que eliminó en la última fase de las eliminatorias asiáticas a Arabia Saudita. El encuentro de ida, disputado en Riffa el 10 de octubre de 2009, terminó con empate 0:0. La vuelta, jugada el 14 de noviembre en Wellington, atrajo a 35 194 espectadores, la mayor cantidad de personas en observar un partido de fútbol en Nueva Zelanda hasta ese entonces. Sobre el final de la primera etapa, Rory Fallon conectó un centro de Leo Bertos y marcó el único tanto del partido. El resultado se mantuvo ya que Mark Paston le detuvo un penal a Sayed Mohamed Adnan a los cinco minutos de iniciada la segunda mitad. El hecho fue descripto por parte de la prensa neozelandesa como «la atajada más importante en la historia de los All Whites». Con el pitido final del árbitro uruguayo Jorge Larrionda, los Kiwis obtuvieron el pasaje a la Copa Mundial de 2010. Cuando el equipo se retiraba del estadio en autobús, cientos de personas que estaban festejando en las calles los detuvieron en múltiples ocasiones. Inclusive, los jugadores fueron catalogados como «héroes» en el periódico Sports Monday.

### Segunda fase
| Equipo          | Pts | PJ | PG | PE | PP | GF | GC | Dif |
| --------------- | --- | -- | -- | -- | -- | -- | -- | --- |
| Nueva Zelanda   | 15  | 6  | 5  | 0  | 1  | 14 | 5  | 9   |
| Nueva Caledonia | 8   | 6  | 2  | 2  | 2  | 12 | 10 | 2   |
| Fiyi            | 7   | 6  | 2  | 1  | 3  | 8  | 11 | -3  |
| Vanuatu         | 4   | 6  | 1  | 1  | 4  | 5  | 13 | -8  |

| Fecha                    | Lugar       |                 |  | Resultado |  |                 |
| ------------------------ | ----------- | --------------- |  | --------- |  | --------------- |
| 17 de octubre de 2007    | Lautoka     | Fiyi            |  | 0:2 (0:1) |  | Nueva Zelanda   |
| 17 de noviembre de 2007  | Port Vila   | Vanuatu         |  | 1:2 (1:0) |  | Nueva Zelanda   |
| 21 de noviembre de 2007  | Wellington  | Nueva Zelanda   |  | 4:1 (3:0) |  | Vanuatu         |
| 6 de septiembre de 2008  | Numea       | Nueva Caledonia |  | 1:3 (0:1) |  | Nueva Zelanda   |
| 10 de septiembre de 2008 | North Shore | Nueva Zelanda   |  | 3:0 (0:0) |  | Nueva Caledonia |
| 19 de noviembre de 2008  | Lautoka     | Nueva Zelanda   |  | 0:2 (0:0) |  | Fiyi            |

### Repechaje
| 10 de octubre de 2009 | Baréin | 0:0     | Nueva Zelanda | Estadio Nacional, Riffa                                   |                                                           |
|                       |        | Reporte |               | Asistencia: 37 000 espectadores Árbitro(s): Viktor Kassai | Asistencia: 37 000 espectadores Árbitro(s): Viktor Kassai |

| 14 de noviembre de 2009 | Nueva Zelanda | 1:0 (1:0) (Global 1:0) | Baréin | Estadio Westpac, Wellington                                 |                                                             |
|                         | Fallon 45'    | Reporte                |        | Asistencia: 35 194 espectadores Árbitro(s): Jorge Larrionda | Asistencia: 35 194 espectadores Árbitro(s): Jorge Larrionda |

## Enfrentamientos previos
El primer amistoso que disputó Nueva Zelanda como preparación para el certamen fue ante México el 3 de marzo de 2010. Con dos goles en los primeros minutos del segundo tiempo, el elenco mexicano obtuvo una victoria por 2:0. Dos meses después, el 24 de mayo, los All Whites enfrentaron a Australia. Los neozelandeses se pusieron en ventaja a los 16 minutos con un tanto de Chris Killen, pero en la segunda mitad los Socceroos dieron el vuelta el resultado, anotando el último gol —que selló el 2:1 definitivo— en tiempo de descuento.
Cinco días luego, un gol de Shane Smeltz permitió que los Kiwis vencieran a Serbia por 1:0. Tanto en el entrenador neozelandés, Ricki Herbert, como la prensa deportiva del país, describieron el suceso como «el mejor resultado en la historia futbolística de Nueva Zelanda». Sin embargo, el 4 de junio Eslovenia batió a los All Whites por 3:1, siendo Rory Fallon el autor del único gol del equipo neozelandés.
Una vez en Sudáfrica, Nueva Zelanda enfrentó a Chile en un partido no oficial que constó de tres tiempos de 30 minutos cada uno, en lugar de dos de 45 como se hace comúnmente, el 9 de junio. A su vez, no hubo límite de sustituciones. El encuentro lo ganaron los chilenos por 2:0.
| Fecha              | Lugar      |           |                      | Resultado |                          |               |
| ------------------ | ---------- | --------- | -------------------- | --------- | ------------------------ | ------------- |
| 3 de marzo de 2010 | Pasadena   | México    | Bandera de México    | 2:0 (0:0) | Bandera de Nueva Zelanda | Nueva Zelanda |
| 24 de mayo de 2010 | Melbourne  | Australia | Bandera de Australia | 2:1 (0:1) | Bandera de Nueva Zelanda | Nueva Zelanda |
| 29 de mayo de 2010 | Klagenfurt | Serbia    | Bandera de Serbia    | 0:1 (0:1) | Bandera de Nueva Zelanda | Nueva Zelanda |
| 4 de junio de 2010 | Maribor    | Eslovenia | Bandera de Eslovenia | 3:1 (1:1) | Bandera de Nueva Zelanda | Nueva Zelanda |

## Jugadores

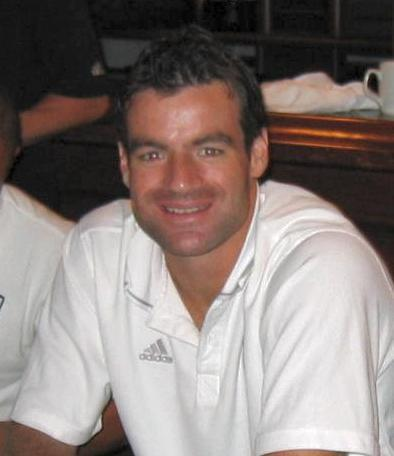
Ryan Nelsen fue el capitán de los All Whites durante el torneo.

Ricki Herbert anunció los 23 futbolistas que viajarían a Sudáfrica el 10 de mayo de 2010. Ryan Nelsen, jugador del Blackburn Rovers inglés fue elegido como capitán. Además de él, otros cuatro futbolistas se desempeñaban en Inglaterra: Rory Fallon (Plymouth Argyle), Chris Killen (Middlesbrough), Tommy Smith (Ipswich Town) y Chris Wood (West Bromwich Albion). En adhesión, Michael McGlinchey, integrante del Motherwell de Escocia; y Winston Reid, en ese entonces en el Midtjylland danés completaban la lista de jugadores radicados en clubes europeos.
Por otra parte, el Wellington Phoenix, único equipo profesional del país que participa en la A-League australiana, tuvo un gran aporte con cinco jugadores: Mark Paston, Ben Sigmund, Tony Lochhead, Tim Brown y Leo Bertos. A su vez, Shane Smeltz, Glen Moss y Jeremy Brockie provenían también de clubes de la liga de Australia.
La inclusión de Aaron Clapham y Jeremy Christie fue considerada en la prensa como «sorpresiva», así como la exclusión de Aaron Scott, quien había estado presente en la plantilla durante el repechaje frente a Baréin. Clapham era junto con Ivan Vicelich, Andy Barron y James Bannatyne uno de los cuatro jugadores provenientes de clubes del Campeonato de Nueva Zelanda, una competición semiprofesional. Simon Elliott y David Mulligan al momento del torneo eran agentes libres, ya que no estaban contratados por ningún equipo.
El 13 de mayo el director técnico neozelandés nombró a los siete jugadores de reserva que viajarían en caso de que uno de los futbolistas de la lista principal se lesionara de gravedad. Aparte de cuatro miembros de equipos del ámbito local, figuraban Steven Old, del Kilmarnock escocés; Kosta Barbarouses, jugador del Brisbane Roar australiano; y Kris Bright, integrante del Shrewsbury Town inglés.
| #     | Nombre             | Posición      | Edad          | PJ Sel        | Club                  |
| ----- | ------------------ | ------------- | ------------- | ------------- | --------------------- |
| 1     | Mark Paston        | Portero       | 33            | 23            | Wellington Phoenix    |
| 2     | Ben Sigmund        | Defensa       | 29            | 14            | Wellington Phoenix    |
| 3     | Tony Lochhead      | Defensa       | 28            | 30            | Wellington Phoenix    |
| 4     | Winston Reid       | Defensa       | 21            | 3             | Midtjylland           |
| 5     | Ivan Vicelich      | Defensa       | 33            | 66            | Auckland City         |
| 6     | Ryan Nelsen        | Defensa       | 32            | 41            | Blackburn Rovers      |
| 7     | Simon Elliott      | Mediocampista | 36            | 63            | Wellington Phoenix    |
| 8     | Tim Brown          | Mediocampista | 29            | 25            | Wellington Phoenix    |
| 9     | Shane Smeltz       | Delantero     | 28            | 30            | Gold Coast United     |
| 10    | Chris Killen       | Delantero     | 28            | 31            | Middlesbrough         |
| 11    | Leo Bertos         | Mediocampista | 28            | 34            | Wellington Phoenix    |
| 12    | Glen Moss          | Portero       | 27            | 15            | Melbourne Victory     |
| 13    | Andy Barron        | Mediocampista | 29            | 11            | Team Wellington       |
| 14    | Rory Fallon        | Delantero     | 28            | 7             | Plymouth Argyle       |
| 15    | Michael McGlinchey | Mediocampista | 23            | 5             | Motherwell            |
| 16    | Aaron Clapham      | Mediocampista | 23            | 0             | Canterbury United     |
| 17    | David Mulligan     | Mediocampista | 28            | 25            | Auckland City         |
| 18    | Andrew Boyens      | Defensa       | 26            | 15            | New York Red Bulls    |
| 19    | Tommy Smith        | Defensa       | 20            | 4             | Ipswich Town          |
| 20    | Chris Wood         | Delantero     | 18            | 9             | West Bromwich Albion  |
| 21    | Jeremy Christie    | Mediocampista | 27            | 22            | Tampa Bay             |
| 22    | Jeremy Brockie     | Delantero     | 22            | 18            | Newcastle United Jets |
| 23    | James Bannatyne    | Portero       | 34            | 3             | Team Wellington       |
| D. T. | Ricki Herbert      | Ricki Herbert | Ricki Herbert | Ricki Herbert | Ricki Herbert         |

### Reserva
| # | Nombre            | Posición      | Edad | PJ Sel | Club             |
| - | ----------------- | ------------- | ---- | ------ | ---------------- |
| - | Jacob Spoonley    | Portero       | 23   | 1      | Auckland City    |
| - | Steven Old        | Defensa       | 24   | 20     | Kilmarnock       |
| - | Aaron Scott       | Defensa       | 23   | 5      | Waitakere United |
| - | Chad Coombes      | Mediocampista | 26   | 1      | Auckland City    |
| - | Cole Peverley     | Mediocampista | 21   | 1      | Team Wellington  |
| - | Kosta Barbarouses | Delantero     | 20   | 1      | Brisbane Roar    |
| - | Kris Bright       | Delantero     | 23   | 4      | Shrewsbury Town  |

## Participación

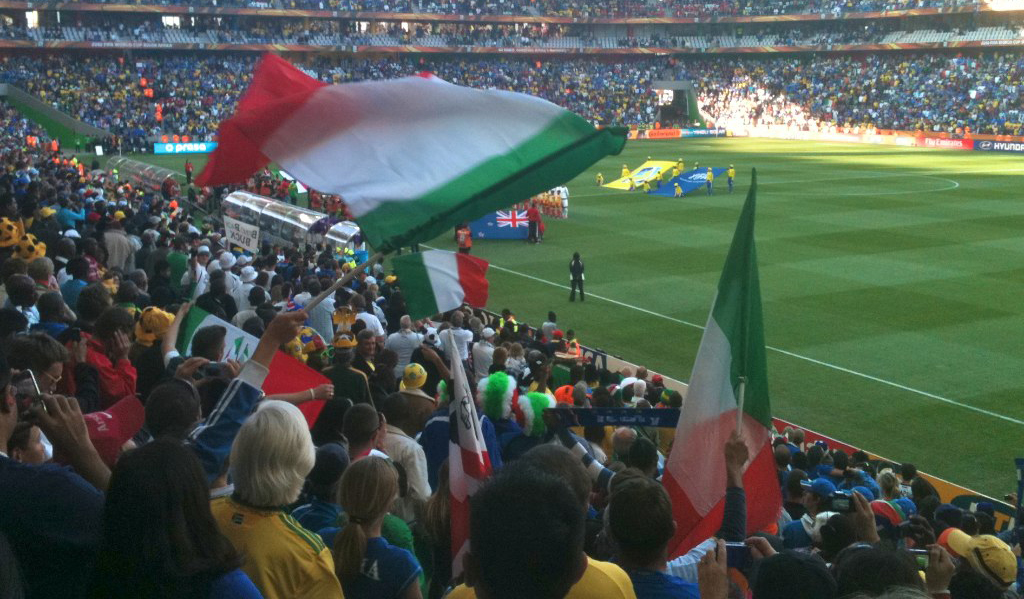
Canto de los himnos previo al encuentro entre Nueva Zelanda e.

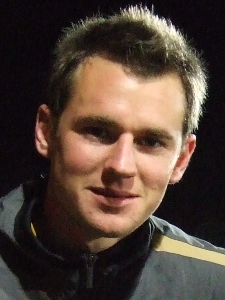
Shane Smeltz fue uno de los autores de los dos goles de Nueva Zelanda.

Nueva Zelanda arribó a Sudáfrica el 7 de junio de 2010. En ese momento era el segundo peor equipo clasificado en el ranking FIFA de los 32 participantes de la Copa Mundial, solo por encima de Corea del Norte, al ocupar la 78.ª posición. Al haber quedado emparejada en el grupo F, debía enfrentar a Eslovaquia (34.ª), Paraguay (31.ª) e Italia (5.ª), que además era el vigente campeón del torneo. Según diversos medios, la expectativa no sobrepasaba de tres derrotas seguras para los All Whites.
En el primer partido, jugado el 15 de junio en el Estadio Royal Bafokeng de Rustenburg ante la selección eslovaca, Nueva Zelanda dio gala de su juego defensivo; tal es así que el encuentro llegó al entretiempo sin goles. Sin embargo, apenas comenzada la segunda mitad, Robert Vittek marcó de cabeza para el combinado europeo. Sobre el final del cotejo, tras un centro de Shane Smeltz, Winston Reid convirtió con un cabezazo el empate definitivo, que significó el primer punto en Mundiales para Nueva Zelanda. Ya ese resultado y el hecho de obtener una igualdad fueron descritos como algo «histórico».
El siguiente cotejo, ante Italia, tuvo lugar el 20 de junio en el Estadio Mbombela de Nelspruit. En el 7.º minuto Simon Elliott centró dentro del área italiana y, tras un rebote en Fabio Cannavaro, Smeltz alcanzó a tocar la pelota para marcar el gol neozelandés. El elenco Azzurri reaccionó y tras un penal concedido por Tommy Smith, Vincenzo Iaquinta anotó el empate a los 29 minutos. Aun así, la defensa neozelandesa se mostró sólida y no volvió a permitir que Italia anotara, logrando así el segundo 1:1 consecutivo para los Kiwis. Ricki Herbert describió el partido como el «mayor resultado de la Copa Mundial».
Nueva Zelanda llegó así al último partido contra Paraguay con chances de avanzar a los octavos de final. El encuentro se disputó el 24 de junio en el Estadio Peter Mokaba de Polokwane. La selección paraguaya dominó la mayoría del cotejo y contó con las chances más claras. Los All Whites, por su parte, apenas hilvanaron unas pocas ocasiones de gol. Sin embargo, ninguno de los equipo fue capaz de anotar y el cotejo terminó 0:0. Significó la eliminación de los neozelandeses del torneo, ya que fueron superados en puntos por Eslovaquia y la misma Paraguay. Al cierre de la Copa Mundial, Nueva Zelanda se posicionó 22.ª en la clasificación final, pero fue el único seleccionado que no perdió ningún encuentro.

### Primera fase
| Equipo        | Pts | PJ | PG | PE | PP | GF | GC | Dif |
| ------------- | --- | -- | -- | -- | -- | -- | -- | --- |
| Paraguay      | 5   | 3  | 1  | 2  | 0  | 3  | 1  | 2   |
| Eslovaquia    | 4   | 3  | 1  | 1  | 1  | 4  | 5  | -1  |
| Nueva Zelanda | 3   | 3  | 0  | 3  | 0  | 2  | 2  | 0   |
| Italia        | 2   | 3  | 0  | 2  | 1  | 4  | 5  | -1  |

| 1     | POR   | Mark Paston   |     |
| 4     | DEF   | Winston Reid  |     |
| 6     | DEF   | Ryan Nelsen   |     |
| 5     | DEF   | Ivan Vicelich | 78' |
| 19    | DEF   | Tommy Smith   |     |
| 11    | MED   | Leo Bertos    |     |
| 7     | MED   | Simon Elliott |     |
| 3     | MED   | Tony Lochhead |     |
| 9     | DEL   | Shane Smeltz  |     |
| 10    | DEL   | Chris Killen  | 72' |
| 14    | DEL   | Rory Fallon   |     |
| D. T. | D. T. | Ricki Herbert |     |

| 1     | POR   | Ján Mucha         |       |
| 3     | DEF   | Martin Škrtel     |       |
| 4     | DEF   | Marek Čech        |       |
| 5     | DEF   | Radoslav Zabavník |       |
| 16    | DEF   | Ján Ďurica        |       |
| 6     | MED   | Zdeno Štrba       |       |
| 7     | MED   | Vladimír Weiss    | 90+1' |
| 17    | MED   | Marek Hamšík      |       |
| 9     | DEL   | Stanislav Šesták  | 81'   |
| 11    | DEL   | Róbert Vittek     | 84'   |
| 18    | DEL   | Erik Jendrišek    |       |
| D. T. | D. T. | Vladimír Weiss    |       |

| 20 | DEL | Chris Wood      | 72' |
| 21 | MED | Jeremy Christie | 78' |

| 13 | DEL | Filip Hološko  | 81' |
| 15 | MED | Miroslav Stoch | 84' |
| 19 | MED | Juraj Kucka    | 91' |

|  | 90+2' | Winston Reid |
|  |       |              |

|  | 49' | Róbert Vittek |

| Amonestado | 42' | Tony Lochhead |
| Amonestado | 93' | Winston Reid  |

| Amonestado | 55' | Zdeno Štrba |

| Árbitro             | Jerome Damon        |
| Árbitros asistentes | Celestin Ntagungira |
| Árbitros asistentes | Enock Molefe        |
| Cuarto árbitro      | Ravshan Irmatov     |
| Quinto árbitro      | Rafael Ilyasov      |

| 1     | POR   | Mark Paston   |     |
| 4     | DEF   | Winston Reid  |     |
| 6     | DEF   | Ryan Nelsen   |     |
| 5     | DEF   | Ivan Vicelich | 78' |
| 19    | DEF   | Tommy Smith   |     |
| 11    | MED   | Leo Bertos    |     |
| 7     | MED   | Simon Elliott |     |
| 3     | MED   | Tony Lochhead |     |
| 9     | DEL   | Shane Smeltz  |     |
| 10    | DEL   | Chris Killen  | 72' |
| 14    | DEL   | Rory Fallon   |     |
| D. T. | D. T. | Ricki Herbert |     |

| 1     | POR   | Ján Mucha         |       |
| 3     | DEF   | Martin Škrtel     |       |
| 4     | DEF   | Marek Čech        |       |
| 5     | DEF   | Radoslav Zabavník |       |
| 16    | DEF   | Ján Ďurica        |       |
| 6     | MED   | Zdeno Štrba       |       |
| 7     | MED   | Vladimír Weiss    | 90+1' |
| 17    | MED   | Marek Hamšík      |       |
| 9     | DEL   | Stanislav Šesták  | 81'   |
| 11    | DEL   | Róbert Vittek     | 84'   |
| 18    | DEL   | Erik Jendrišek    |       |
| D. T. | D. T. | Vladimír Weiss    |       |

| 20 | DEL | Chris Wood      | 72' |
| 21 | MED | Jeremy Christie | 78' |

| 13 | DEL | Filip Hološko  | 81' |
| 15 | MED | Miroslav Stoch | 84' |
| 19 | MED | Juraj Kucka    | 91' |

|  | 90+2' | Winston Reid |
|  |       |              |

|  | 49' | Róbert Vittek |

| Amonestado | 42' | Tony Lochhead |
| Amonestado | 93' | Winston Reid  |

| Amonestado | 55' | Zdeno Štrba |

| Árbitro             | Jerome Damon        |
| Árbitros asistentes | Celestin Ntagungira |
| Árbitros asistentes | Enock Molefe        |
| Cuarto árbitro      | Ravshan Irmatov     |
| Quinto árbitro      | Rafael Ilyasov      |

| \| Estadísticas \| \| \| \| Tiros \| 8 \| 13 \| \| Tiros al arco \| 2 \| 3 \| \| Faltas \| 17 \| 15 \| \| Saques de esquina \| 3 \| 10 \| \| Tiros libres \| 0 \| 0 \| \| Penales \| 0 \| 0 \| \| Fueras de juego \| 0 \| 1 \| \| Posesión del balón \| 52% \| 48% \| | Alineación inicial |     |
| Estadísticas |                    |     |
| Tiros | 8                  | 13  |
| Tiros al arco | 2                  | 3   |
| Faltas | 17                 | 15  |
| Saques de esquina | 3                  | 10  |
| Tiros libres | 0                  | 0   |
| Penales | 0                  | 0   |
| Fueras de juego | 0                  | 1   |
| Posesión del balón | 52%                | 48% |

| 12    | POR   | Federico Marchetti |     |
| 19    | DEF   | Gianluca Zambrotta |     |
| 5     | DEF   | Fabio Cannavaro    |     |
| 4     | DEF   | Giorgio Chiellini  |     |
| 3     | DEF   | Domenico Criscito  |     |
| 7     | MED   | Simone Pepe        | 46' |
| 6     | MED   | Daniele De Rossi   |     |
| 22    | MED   | Riccardo Montolivo |     |
| 15    | MED   | Claudio Marchisio  | 61' |
| 9     | DEL   | Vincenzo Iaquinta  |     |
| 11    | DEL   | Alberto Gilardino  | 46' |
| D. T. | D. T. | Marcello Lippi     |     |

| 1     | POR   | Mark Paston   |       |
| 4     | DEF   | Winston Reid  |       |
| 6     | DEF   | Ryan Nelsen   |       |
| 5     | DEF   | Ivan Vicelich | 81'   |
| 19    | DEF   | Tommy Smith   |       |
| 11    | MED   | Leo Bertos    |       |
| 7     | MED   | Simon Elliott |       |
| 3     | MED   | Tony Lochhead |       |
| 14    | DEL   | Rory Fallon   | 63'   |
| 9     | DEL   | Shane Smeltz  |       |
| 10    | DEL   | Chris Killen  | 90+3' |
| D. T. | D. T. | Ricki Herbert |       |

| 16 | MED | Mauro Camoranesi  | 46' |
| 10 | DEL | Antonio Di Natale | 46' |
| 20 | DEL | Giampaolo Pazzini | 61' |

| 20 | DEL | Chris Wood      | 63'   |
| 21 | MED | Jeremy Christie | 81'   |
| 13 | MED | Andy Barron     | 90+3' |

| Penal | 28' | Vincenzo Iaquinta |

|  | 6' | Shane Smeltz |

|  |

| Amonestado | 14' | Rory Fallon |
| Amonestado | 28' | Tommy Smith |
| Amonestado | 87' | Ryan Nelsen |

| Árbitro             | Carlos Batres   |
| Árbitros asistentes | Leonel Leal     |
| Árbitros asistentes | Carlos Pastrana |
| Cuarto árbitro      | Koman Coulibaly |
| Quinto árbitro      | Redouane Achik  |

| 12    | POR   | Federico Marchetti |     |
| 19    | DEF   | Gianluca Zambrotta |     |
| 5     | DEF   | Fabio Cannavaro    |     |
| 4     | DEF   | Giorgio Chiellini  |     |
| 3     | DEF   | Domenico Criscito  |     |
| 7     | MED   | Simone Pepe        | 46' |
| 6     | MED   | Daniele De Rossi   |     |
| 22    | MED   | Riccardo Montolivo |     |
| 15    | MED   | Claudio Marchisio  | 61' |
| 9     | DEL   | Vincenzo Iaquinta  |     |
| 11    | DEL   | Alberto Gilardino  | 46' |
| D. T. | D. T. | Marcello Lippi     |     |

| 1     | POR   | Mark Paston   |       |
| 4     | DEF   | Winston Reid  |       |
| 6     | DEF   | Ryan Nelsen   |       |
| 5     | DEF   | Ivan Vicelich | 81'   |
| 19    | DEF   | Tommy Smith   |       |
| 11    | MED   | Leo Bertos    |       |
| 7     | MED   | Simon Elliott |       |
| 3     | MED   | Tony Lochhead |       |
| 14    | DEL   | Rory Fallon   | 63'   |
| 9     | DEL   | Shane Smeltz  |       |
| 10    | DEL   | Chris Killen  | 90+3' |
| D. T. | D. T. | Ricki Herbert |       |

| 16 | MED | Mauro Camoranesi  | 46' |
| 10 | DEL | Antonio Di Natale | 46' |
| 20 | DEL | Giampaolo Pazzini | 61' |

| 20 | DEL | Chris Wood      | 63'   |
| 21 | MED | Jeremy Christie | 81'   |
| 13 | MED | Andy Barron     | 90+3' |

| Penal | 28' | Vincenzo Iaquinta |

|  | 6' | Shane Smeltz |

|  |

| Amonestado | 14' | Rory Fallon |
| Amonestado | 28' | Tommy Smith |
| Amonestado | 87' | Ryan Nelsen |

| Árbitro             | Carlos Batres   |
| Árbitros asistentes | Leonel Leal     |
| Árbitros asistentes | Carlos Pastrana |
| Cuarto árbitro      | Koman Coulibaly |
| Quinto árbitro      | Redouane Achik  |

| \| Estadísticas \| \| \| \| Tiros \| 23 \| 3 \| \| Tiros al arco \| 7 \| 1 \| \| Faltas \| 11 \| 25 \| \| Saques de esquina \| 15 \| 0 \| \| Tiros libres \| 0 \| 0 \| \| Penales \| 1 (1) \| 0 \| \| Fueras de juego \| 1 \| 1 \| \| Posesión del balón \| 57% \| 43% \| | Alineación inicial |     |
| Estadísticas |                    |     |
| Tiros | 23                 | 3   |
| Tiros al arco | 7                  | 1   |
| Faltas | 11                 | 25  |
| Saques de esquina | 15                 | 0   |
| Tiros libres | 0                  | 0   |
| Penales | 1 (1)              | 0   |
| Fueras de juego | 1                  | 1   |
| Posesión del balón | 57%                | 43% |

| 1     | POR   | Justo Villar            |     |
| 4     | DEF   | Denis Caniza            |     |
| 5     | DEF   | Julio Cáceres           |     |
| 14    | DEF   | Paulo Da Silva          |     |
| 3     | DEF   | Claudio Morel Rodríguez |     |
| 16    | MED   | Cristian Riveros        |     |
| 15    | MED   | Víctor Cáceres          |     |
| 13    | MED   | Enrique Vera            |     |
| 9     | MED   | Roque Santa Cruz        |     |
| 7     | DEL   | Óscar Cardozo           | 66' |
| 18    | DEL   | Nelson Haedo Valdez     | 67' |
| D. T. | D. T. | Gerardo Martino         |     |

| 1     | POR   | Mark Paston   |     |
| 4     | DEF   | Winston Reid  |     |
| 6     | DEF   | Ryan Nelsen   |     |
| 19    | DEF   | Tommy Smith   |     |
| 11    | MED   | Leo Bertos    |     |
| 7     | MED   | Simon Elliott |     |
| 5     | MED   | Ivan Vicelich |     |
| 3     | MED   | Tony Lochhead |     |
| 10    | DEL   | Chris Killen  | 79' |
| 14    | DEL   | Rory Fallon   | 69' |
| 9     | DEL   | Shane Smeltz  |     |
| D. T. | D. T. | Ricki Herbert |     |

| 19 | DEL | Lucas Barrios | 66' |
| 10 | DEL | Edgar Benítez | 67' |
|    |     |               |     |

| 20 | DEL | Chris Wood     | 69' |
| 22 | DEL | Jeremy Brockie | 79' |
|    |     |                |     |

| Amonestado | 10' | Víctor Cáceres   |
| Amonestado | 41' | Roque Santa Cruz |

| Amonestado | 56' | Ryan Nelsen |

| Árbitro             | Yūichi Nishimura |
| Árbitros asistentes | Toru Sagara      |
| Árbitros asistentes | Hae Sang Jeong   |
| Cuarto árbitro      | Koman Coulibaly  |
| Quinto árbitro      | Inacio Candido   |

| 1     | POR   | Justo Villar            |     |
| 4     | DEF   | Denis Caniza            |     |
| 5     | DEF   | Julio Cáceres           |     |
| 14    | DEF   | Paulo Da Silva          |     |
| 3     | DEF   | Claudio Morel Rodríguez |     |
| 16    | MED   | Cristian Riveros        |     |
| 15    | MED   | Víctor Cáceres          |     |
| 13    | MED   | Enrique Vera            |     |
| 9     | MED   | Roque Santa Cruz        |     |
| 7     | DEL   | Óscar Cardozo           | 66' |
| 18    | DEL   | Nelson Haedo Valdez     | 67' |
| D. T. | D. T. | Gerardo Martino         |     |

| 1     | POR   | Mark Paston   |     |
| 4     | DEF   | Winston Reid  |     |
| 6     | DEF   | Ryan Nelsen   |     |
| 19    | DEF   | Tommy Smith   |     |
| 11    | MED   | Leo Bertos    |     |
| 7     | MED   | Simon Elliott |     |
| 5     | MED   | Ivan Vicelich |     |
| 3     | MED   | Tony Lochhead |     |
| 10    | DEL   | Chris Killen  | 79' |
| 14    | DEL   | Rory Fallon   | 69' |
| 9     | DEL   | Shane Smeltz  |     |
| D. T. | D. T. | Ricki Herbert |     |

| 19 | DEL | Lucas Barrios | 66' |
| 10 | DEL | Edgar Benítez | 67' |
|    |     |               |     |

| 20 | DEL | Chris Wood     | 69' |
| 22 | DEL | Jeremy Brockie | 79' |
|    |     |                |     |

| Amonestado | 10' | Víctor Cáceres   |
| Amonestado | 41' | Roque Santa Cruz |

| Amonestado | 56' | Ryan Nelsen |

| Árbitro             | Yūichi Nishimura |
| Árbitros asistentes | Toru Sagara      |
| Árbitros asistentes | Hae Sang Jeong   |
| Cuarto árbitro      | Koman Coulibaly  |
| Quinto árbitro      | Inacio Candido   |

| \| Estadísticas \| \| \| \| Tiros \| 17 \| 4 \| \| Tiros al arco \| 5 \| 0 \| \| Faltas \| 13 \| 19 \| \| Saques de esquina \| 2 \| 0 \| \| Tiros libres \| 0 \| 0 \| \| Penales \| 0 \| 0 \| \| Fueras de juego \| 0 \| 2 \| \| Posesión del balón \| 58% \| 42% \| | Alineación inicial  |     |
| Estadísticas | Bandera de Paraguay |     |
| Tiros | 17                  | 4   |
| Tiros al arco | 5                   | 0   |
| Faltas | 13                  | 19  |
| Saques de esquina | 2                   | 0   |
| Tiros libres | 0                   | 0   |
| Penales | 0                   | 0   |
| Fueras de juego | 0                   | 2   |
| Posesión del balón | 58%                 | 42% |

## Estadísticas

### Clasificación final
Simbología:

Pts: puntos acumulados.

PJ: partidos jugados.

PG: partidos ganados.

PE: partidos empatados.

PP: partidos perdidos.

GF: goles a favor.

GC: goles en contra.

Dif: diferencia de goles.

Rend: rendimiento.
Fuente: BBC Sport.
| Equipo | Equipo          | Pts | PJ | PG | PE | PP | GF | GC | Dif | Rend  |
| ------ | --------------- | --- | -- | -- | -- | -- | -- | -- | --- | ----- |
| 1      | España          | 18  | 7  | 6  | 0  | 1  | 8  | 2  | 6   | 85,7% |
| 2      | Países Bajos    | 18  | 7  | 6  | 0  | 1  | 12 | 6  | 6   | 85,7% |
| 3      | Alemania        | 15  | 7  | 5  | 0  | 2  | 16 | 5  | 11  | 71,4% |
| 4      | Uruguay         | 11  | 7  | 3  | 2  | 2  | 11 | 8  | 3   | 52,4% |
| 5      | Argentina       | 12  | 5  | 4  | 0  | 1  | 10 | 6  | 4   | 80%   |
| 6      | Brasil          | 10  | 5  | 3  | 1  | 1  | 9  | 4  | 5   | 66,7% |
| 7      | Ghana           | 8   | 5  | 2  | 2  | 1  | 5  | 4  | 1   | 53,3% |
| 8      | Paraguay        | 6   | 5  | 1  | 3  | 1  | 3  | 2  | 1   | 40%   |
| 9      | Japón           | 7   | 4  | 2  | 1  | 1  | 4  | 2  | 2   | 58,3% |
| 10     | Chile           | 6   | 4  | 2  | 0  | 2  | 3  | 5  | -2  | 50%   |
| 11     | Portugal        | 5   | 4  | 1  | 2  | 1  | 7  | 1  | 6   | 41,7% |
| 12     | Estados Unidos  | 5   | 4  | 1  | 2  | 1  | 5  | 5  | 0   | 41,7% |
| 13     | Inglaterra      | 5   | 4  | 1  | 2  | 1  | 3  | 5  | -2  | 41,7% |
| 14     | México          | 4   | 4  | 1  | 1  | 2  | 4  | 5  | -1  | 33,3% |
| 15     | Corea del Sur   | 4   | 4  | 1  | 1  | 2  | 6  | 8  | -2  | 33,3% |
| 16     | Eslovaquia      | 4   | 4  | 1  | 1  | 2  | 5  | 7  | -2  | 33,3% |
| 17     | Costa de Marfil | 4   | 3  | 1  | 1  | 1  | 4  | 3  | 1   | 44,4% |
| 18     | Eslovenia       | 4   | 3  | 1  | 1  | 1  | 3  | 3  | 0   | 44,4% |
| 19     | Suiza           | 4   | 3  | 1  | 1  | 1  | 1  | 1  | 0   | 44,4% |
| 20     | Sudáfrica       | 4   | 3  | 1  | 1  | 1  | 3  | 5  | -2  | 44,4% |
| 21     | Australia       | 4   | 3  | 1  | 1  | 1  | 3  | 6  | -3  | 44,4% |
| 22     | Nueva Zelanda   | 3   | 3  | 0  | 3  | 0  | 2  | 2  | 0   | 33,3% |
| 23     | Serbia          | 3   | 3  | 1  | 0  | 2  | 2  | 3  | -1  | 33,3% |
| 24     | Dinamarca       | 3   | 3  | 1  | 0  | 2  | 3  | 6  | -3  | 33,3% |
| 25     | Grecia          | 3   | 3  | 1  | 0  | 2  | 2  | 5  | -3  | 33,3% |
| 26     | Italia          | 2   | 3  | 0  | 2  | 1  | 4  | 5  | -1  | 22,2% |
| 27     | Nigeria         | 1   | 3  | 0  | 1  | 2  | 3  | 5  | -2  | 11,1% |
| 28     | Argelia         | 1   | 3  | 0  | 1  | 2  | 0  | 2  | -2  | 11,1% |
| 29     | Francia         | 1   | 3  | 0  | 1  | 2  | 1  | 4  | -3  | 11,1% |
| 30     | Honduras        | 1   | 3  | 0  | 1  | 2  | 0  | 3  | -3  | 11,1% |
| 31     | Camerún         | 0   | 3  | 0  | 0  | 3  | 2  | 5  | -3  | 0%    |
| 32     | Corea del Norte | 0   | 3  | 0  | 0  | 3  | 1  | 12 | -11 | 0%    |

### Participación de jugadores
Simbología:

PJ: partidos jugados.

Min.: minutos jugados.

: goles marcados.

As.: asistencias de gol.

 : amonestaciones.

: segunda amonestación y expulsión.

: expulsiones directas.

Fuente: Transfermarkt.
| #  | Nombre             | Posición      | PJ | Min. | Anotado | As. | Amonestado | Otorgado · Otorgado otra vez · Expulsado |   |
| -- | ------------------ | ------------- | -- | ---- | ------- | --- | ---------- | ---------------------------------------- | - |
| 2  | Ben Sigmund        | Defensa       | 0  | 0    | 0       | 0   | 0          | 0                                        | 0 |
| 3  | Tony Lochhead      | Defensa       | 3  | 270  | 0       | 0   | 1          | 0                                        | 0 |
| 4  | Winston Reid       | Defensa       | 3  | 270  | 1       | 0   | 1          | 0                                        | 0 |
| 5  | Ivan Vicelich      | Defensa       | 3  | 249  | 0       | 0   | 0          | 0                                        | 0 |
| 6  | Ryan Nelsen        | Defensa       | 3  | 270  | 0       | 0   | 2          | 0                                        | 0 |
| 7  | Simon Elliott      | Mediocampista | 3  | 270  | 0       | 1   | 0          | 0                                        | 0 |
| 8  | Tim Brown          | Mediocampista | 0  | 0    | 0       | 0   | 0          | 0                                        | 0 |
| 9  | Shane Smeltz       | Delantero     | 3  | 270  | 1       | 1   | 0          | 0                                        | 0 |
| 10 | Chris Killen       | Delantero     | 3  | 241  | 0       | 0   | 0          | 0                                        | 0 |
| 11 | Leo Bertos         | Mediocampista | 3  | 270  | 0       | 0   | 0          | 0                                        | 0 |
| 13 | Andy Barron        | Mediocampista | 1  | 1    | 0       | 0   | 0          | 0                                        | 0 |
| 14 | Rory Fallon        | Delantero     | 3  | 222  | 0       | 0   | 1          | 0                                        | 0 |
| 15 | Michael McGlinchey | Mediocampista | 0  | 0    | 0       | 0   | 0          | 0                                        | 0 |
| 16 | Aaron Clapham      | Mediocampista | 0  | 0    | 0       | 0   | 0          | 0                                        | 0 |
| 17 | David Mulligan     | Mediocampista | 0  | 0    | 0       | 0   | 0          | 0                                        | 0 |
| 18 | Andrew Boyens      | Defensa       | 0  | 0    | 0       | 0   | 0          | 0                                        | 0 |
| 19 | Tommy Smith        | Defensa       | 3  | 270  | 0       | 0   | 1          | 0                                        | 0 |
| 20 | Chris Wood         | Delantero     | 3  | 66   | 0       | 0   | 0          | 0                                        | 0 |
| 21 | Jeremy Christie    | Mediocampista | 2  | 21   | 0       | 0   | 0          | 0                                        | 0 |
| 22 | Jeremy Brockie     | Delantero     | 1  | 11   | 0       | 0   | 0          | 0                                        | 0 |
| #  | Nombre             | Posición      | PJ | Min. | Anotado | As. | Amonestado | Otorgado · Otorgado otra vez · Expulsado |   |
| 1  | Mark Paston        | Portero       | 3  | 270  | -2      | 0   | 0          | 0                                        | 0 |
| 12 | Glen Moss          | Portero       | 0  | 0    | 0       | 0   | 0          | 0                                        | 0 |
| 23 | James Bannatyne    | Portero       | 0  | 0    | 0       | 0   | 0          | 0                                        | 0 |

### Goles y asistencias
Tabla confeccionada a partir de los criterios utilizados para elegir la Bota de oro.
Simbología:

: goles anotados.

A: número de asistencias de gol.

Min: minutos jugados.

PJ: partidos jugados.

GP: goles de penal.

| Posición | Jugador       | Anotado | A. | Min. | PJ | GP |
| 35.°     | Shane Smeltz  | 1       | 1  | 270  | 3  | 0  |
| -------- | ------------- | ------- | -- | ---- | -- | -- |
| 75.º     | Winston Reid  | 1       | 0  | 270  | 3  | 0  |
| —        | Simon Elliott | 0       | 1  | 270  | 3  | 0  |